# Jay Sherman
Jay Sherman (Jon Lovitz) är en rollfigur i de animerade TV-serierna The Critic och Simpsons. I TV-serien Simpsons avslöjades det att han vunnit två Pulitzerpris, en People's Choice Award, fem Golden Globes och en Emmy Award. Han bor i New York på Manhattan där han leder TV-showen Coming Attractions. Han har suttit inspärrad på Calmwood Mental Hospital.